# Antonio Bottinelli
Antonio Bottinelli (Viggiù, 8 settembre 1827 – Viggiù, 26 settembre 1898) è stato uno scultore italiano.

## Biografia
Frequenta l'Accademia di Belle Arti di Brera per proseguire gli studi a Roma dal 1852. La prima delle sue opere di maggior successo è Armida, esposta a Parigi nel 1855 dove l'artista in quello stesso anno si trasferisce. Al termine della Seconda guerra di indipendenza del 1859, che lo ha visto impegnato come soldato volontario, va a vivere a Milano. Risalgono a questo periodo Camilla (1861), Santa Paola (1863) per il fianco meridionale del Duomo di Milano, Santa Lucia, Sant'Aquila (1865). Nel 1867 espone a Parigi La toilette. La sua attività gli procura critiche favorevoli all'estero, premi internazionali e partecipazioni a esposizioni universali a Roma, Vienna, Filadelfia, Melbourne, Nizza. La fama dello scultore si deve in particolar modo ai soggetti delle sue opere, in cui domina la figura femminile, resa con un modellato e con pose romantiche. Un suo buon corrispettivo a Roma è Orazio Andreoni.
Nel 1898 partecipò alla Esposizione generale italiana di Torino.
Tra le opere che si conservano a Viggiù: 
- La Modestia, premiata all'Accademia di belle arti di Roma, rappresentata da una fanciulla; l'opera, che si trovava nella Cappella Corti del cimitero vecchio di Viggiù, è ora esposta nella sala ottagonale di Villa Borromeo
- La Pace, in origine su una tomba del cimitero vecchio di Viggiù, è ora esposta in una sala di Villa Borromeo.

Nel Museo della scultura viggiutese dell'Ottocento si possono vedere:
- Prime rose, l'opera rappresenta una giovane donna che tiene fra le mani delle rose appena sbocciate difendendole da un capretto insolente che cerca di ghermirle
- due frammenti di un gruppo raffigurante un baccanale, rispettivamente una gamba e il dio Bacco
- un Autoritratto.